# Stefan Mikołaj Branicki
Stefan Mikołaj Branicki (ur. ok. 1640, zm. 6 czerwca 1709) – hrabia na Branicach, Tykocinie Ratnie i Ruszczy, stolnik wielki koronny od 1688, wojewoda podlaski od 1703, starosta stopnicki, bielski, brański (1683), ratneński i krośnieński (1673). 
Ojcem jego był Jan Klemens Branicki (marszałek nadworny koronny), matką Aleksandra Katarzyna Czarniecka, córka Stefana Czarnieckiego. Żoną jego w 1686 roku została Katarzyna Scholastyka Sapieha h. Lis, (1674–1720) - córka hetmana Kazimierza Jana Sapiehy, z którą miał pięcioro dzieci.
Był posłem na Sejm Konstytucyjny w 1683 roku. W 1688 roku został porwany przez szlachtę zadnieprzańską, której dobra zagarnął car, a starostwo krośnieńskie miało służyć jej za przytułek. 5 lipca 1697 roku podpisał w Warszawie obwieszczenie do poparcia wolnej elekcji, które zwoływało szlachtę na zjazd w obronie naruszonych praw Rzeczypospolitej. 
W styczniu 1702 roku podpisał akt pacyfikacji Wielkiego Księstwa Litewskiego. Był też komisarzem w sprawie pretensji Kurfirsta Brandenburskiego i ubezpieczenia Elbląga i na rozgraniczenie województwa podlaskiego w 1703 roku. Walczył pod Wiedniem i na Budziaku, za co król Jan III Sobieski nadał mu tytuł stolnika koronnego.
W 1692 roku uzyskał prawa miejskie dla Białegostoku od króla Jana III Sobieskiego i wybudował tam na miejscu istniejącego dworu obronnego barokowy pałac.
Zmarł w 1709 roku (według Niesieckiego w 1716) i został pochowany kościele Świętych Apostołów Piotra i Pawła w Krakowie, gdzie wystawił rodzicom nagrobek.